# Boudewijn Zenden
Boudewijn « Bolo » Zenden  (prononcé en néerlandais : [ˈbʌu̯dəˌʋɛi̯n ˈzɛndə(n)]), né le 15 août 1976 à Maastricht aux Pays-Bas, est un ancien footballeur international néerlandais qui évoluait au poste de milieu de terrain et reconverti entraîneur.

## Biographie

### En tant que joueur

#### Début aux Pays-Bas
En 1985, Zenden rejoint le club néerlandais MVV Maastricht après avoir été observé dans le club amateur de Leonidas. Deux ans plus tard à 11 ans, il intègre le centre de formation du PSV Eindhoven. Il gagne sa ceinture noire au judo à l'âge de 14 ans et remporte trois fois le championnat de la province de Limbourg. Cependant, à l'âge de 16 ans il désire poursuivre une carrière dans le football.
Sa carrière de footballeur débute donc au PSV Eindhoven où il intègre par la suite le groupe professionnel. Zenden a fait de l'aile gauche son poste de prédilection, déplaçant Peter Hoekstra et devenant finalement un titulaire après le départ de l'international utrechtois Jan Wouters. Il devient un joueur important du PSV et reçoit en 1997 la récompense du « Talent hollandais de l'année ». Après une autre saison au PSV, au cours de laquelle il a marqué 12 buts en 23 matchs, il est transféré au FC Barcelone en 1998.

#### Barcelone
À Barcelone, il fait partie d'un grand contingent de joueurs néerlandais sous les ordres de l'entraineur néerlandais Louis van Gaal. Zenden est cependant barré par son compatriote Marc Overmars, qui joue dans la même position d'ailier gauche tant pour le club que pour l'équipe nationale. Au lieu de cela, il est utilisé comme défenseur latéral gauche, un rôle défensif qu'il réussit avec succès, évinçant le favori international et local espagnol Sergi Barjuán. Il aide notamment Barcelone à gagner le championnat en 1999. Cependant, après la démission de Louis van Gaal en 2000, les apparitions sur le terrain sont devenues rares pour Zenden. À la fin de la saison 2000-2001, le club anglais de Chelsea le rachète pour environ 8,5 millions d'euros.

#### Passage en Premier League (Chelsea - Middlesbrough - Liverpool)
Durant ses trois années à Chelsea, Zenden a joué la finale de la Coupe d'Angleterre en 2002, une défaite 2-0 contre Arsenal, mais il a toujours lutté pour avoir une place dans l'équipe, principalement en raison de blessures persistantes.
Zenden est prêté à Middlesbrough pour la saison 2003-2004. Il y trouve le succès, notamment en marquant le but vainqueur dans la finale de la Coupe de la Ligue d'Angleterre contre Bolton, qui donne à Middlesbrough le premier trophée majeur de l'histoire du club. Lorsque son contrat avec Chelsea a expiré à l'été 2004, il s'est engagé gratuitement avec Middlesbrough, signant un contrat d'un an. Durant la saison 2004-2005, il joue 36 matchs de championnat et marque 5 buts. Il est élu joueur de l'année par les supporters de Middlesbrough. Cependant, à la fin de la saison, son contrat expire et il quitte le club.
Zenden signe ensuite à Liverpool le 4 juillet 2005. Il y est utilisé régulièrement comme milieu gauche. Il subit une blessure sérieuse aux ligaments de son genou droit en décembre 2005, qui l'éloigne des terrains pour le reste de la saison. Après le départ du milieu allemand Dietmar Hamann pendant l'été 2006, le manager du club Rafael Benítez voit en Zenden une option au milieu de terrain. Mais il est victime d'une nouvelle blessure de genou en jouant contre Manchester City le 25 novembre 2006 et doit subir une intervention chirurgicale.
Le 24 mai 2007, Rafael Benítez annonce que le contrat de Zenden ne sera pas renouvelé. Le 6 juillet 2007, il signe un contrat de deux ans avec l'Olympique de Marseille. 

#### Olympique de Marseille
Durant deux années à Marseille, Zenden est salué pour son expérience et son professionnalisme, mais a plus de mal à convaincre sur le terrain. Sa seule bonne période aura coïncidé, pendant la saison 2008-2009, avec la montée en puissance de l’OM en Ligue 1, où il s'est notamment montré très convaincant lors du déplacement à Paris, étant l'auteur de l'ouverture du score. Enfin décisif sur son côté gauche, il a prouvé qu’il pouvait tenir un rôle important dans l’effectif marseillais. 
Bolo Zenden porte le maillot olympien pour la première fois le 4 août 2007 à Strasbourg (0-0). Le 21 octobre 2007, Bolo Zenden marque son premier but en France face à Lens, offrant ainsi une victoire à l'OM (1-0). En fin de contrat avec l'Olympique de Marseille à la fin de saison 2008-2009, il n'est pas conservé par le club malgré une proposition de contrat que lui a fait Didier Deschamps en juillet, refusée par le joueur. Le club lui préfère Fabrice Abriel.

#### Retour en Premier League
Le 16 octobre 2009, Boudewijn Zenden, avec l'aide de son père, et de l'agent français Sébastien Frapolli, signe un contrat d'un an avec une option d'un an supplémentaire au Sunderland AFC, après une semaine d'essai. Sans être un indiscutable titulaire, il participe néanmoins à 20 matchs, marquant 2 buts, apportant toute son expérience et surtout se rendant indispensable à la vie du groupe. Son expérience du haut niveau et son importance au sein de l'équipe poussent l'entraîneur Steve Bruce à lever l'option pour prolonger son contrat d'une saison. Lors du début de la saison 2010-2011, Boudewijn Zenden commence la saison avec un temps de jeu assez correct[évasif][réf. nécessaire] mais, dès l'arrivée de Stéphane Sessègnon, et en raison de quelques blessures, il ne ne fait que de rares apparitions, entrant parfois en fin de match. Il a l'occasion de porter le brassard de capitaine cette saison notamment contre Manchester United, Bolton et West Ham, où il inscrit son deuxième but de la saison. Après de multiples rumeurs concernant l'avenir de Zenden au sein du club anglais, celui-ci annonce officiellement le 16 mai 2011 qu'il quittera le club à la fin de la saison après une ultime défaite de l’équipe à domicile face à Wolverhampton au Stadium of Light. Le 1er juin 2011, Zenden se retrouve une fois de plus libre après avoir refusé la prolongation de contrat que lui a fait Steve Bruce. Durant sa période sans club, Zenden multiplie les essais notamment avec le Celtic Glasgow et le Bayer Leverkusen, club alors entrainé par son ami et ancien joueur Sami Hyypiä, mais sans réel succès.

#### Avec les Pays-Bas
Boudewijn Zenden marque son premier but international lors de la Coupe du monde 1998 face à la Croatie lors d'un match comptant pour la troisième place de la compétition. Lors de l'Euro 2000, il marque consécutivement deux buts en phase de poules face au Danemark puis face à la France.

### En tant qu'entraîneur
Le 22 novembre 2012, Boudewijn Zenden devient l'adjoint de Rafael Benítez au Chelsea FC. Celui-ci le connaît bien puisqu'il l'a notamment dirigé au Liverpool FC. Durant la Coupe du monde des clubs, Rafael Benítez indique que Boudewijn Zenden serait susceptible de redevenir joueur en raison de nombreux blessés et absents au sein de l'effectif. Zenden s'est ainsi entraîné avec le groupe sans toutefois jouer durant la compétition[réf. nécessaire].
À la suite du départ de Rafael Benítez, il quitte Chelsea et devient l'adjoint de Darije Kalezić au Jong PSV, l'équipe réserve du PSV Eindhoven qui évolue en deuxième division néerlandaise.

## Statistiques
| Saison                | Club                   | Championnat           | Championnat | Championnat | Coupe(s) nationale(s) | Coupe(s) nationale(s) | Compétition(s) continentale(s) | Compétition(s) continentale(s) | Compétition(s) continentale(s) | Pays-Bas | Pays-Bas | Total | Total |
| Saison                | Club                   | Division              | M.          | B.          | M.                    | B.                    | Comp.                          | M.                             | B.                             | M.       | B.       | M.    | B.    |
| 1994-1995             | PSV Eindhoven          | Eredivisie            | 27          | 5           | 2                     | 0                     | C3                             | 1                              | 0                              | -        | -        | 30    | 5     |
| 1995-1996             | PSV Eindhoven          | Eredivisie            | 25          | 7           | 4                     | 0                     | C3                             | 2                              | 1                              | -        | -        | 31    | 8     |
| 1996-1997             | PSV Eindhoven          | Eredivisie            | 34          | 8           | 2                     | 1                     | C2                             | 4                              | 1                              | 2        | 0        | 42    | 10    |
| 1997-1998             | PSV Eindhoven          | Eredivisie            | 26          | 12          | 4                     | 0                     | C1                             | 2                              | 0                              | 6        | 0        | 38    | 12    |
| Sous-total            | Sous-total             | Sous-total            | 112         | 32          | 12                    | 1                     | -                              | 9                              | 2                              | 8        | 0        | 141   | 35    |
| 1998-1999             | FC Barcelone           | Liga                  | 25          | 0           | 3                     | 0                     | C1                             | 4                              | 0                              | 7        | 1        | 39    | 1     |
| 1999-2000             | FC Barcelone           | Liga                  | 29          | 2           | 6                     | 0                     | C1                             | 10                             | 1                              | 12       | 4        | 57    | 7     |
| 2000-2001             | FC Barcelone           | Liga                  | 10          | 0           | 3                     | 0                     | C1                             | 5                              | 0                              | 4        | 0        | 22    | 0     |
| Sous-total            | Sous-total             | Sous-total            | 64          | 2           | 12                    | 0                     | -                              | 19                             | 1                              | 23       | 5        | 118   | 8     |
| 2001-2002             | Chelsea FC             | Premier League        | 22          | 3           | 7                     | 0                     | C3                             | 3                              | 0                              | 6        | 1        | 38    | 4     |
| 2002-2003             | Chelsea FC             | Premier League        | 21          | 1           | 5                     | 0                     | C3                             | 1                              | 0                              | 9        | 0        | 36    | 1     |
| Sous-total            | Sous-total             | Sous-total            | 43          | 4           | 12                    | 0                     | -                              | 4                              | 0                              | 15       | 1        | 74    | 5     |
| 2003-2004             | Middlesbrough FC       | Premier League        | 31          | 4           | 8                     | 3                     | -                              | -                              | -                              | 8        | 1        | 47    | 8     |
| 2004-2005             | Middlesbrough FC       | Premier League        | 36          | 5           | 3                     | 0                     | C3                             | 10                             | 3                              | 1        | 0        | 50    | 8     |
| Sous-total            | Sous-total             | Sous-total            | 67          | 9           | 11                    | 3                     | -                              | 10                             | 3                              | 9        | 1        | 97    | 16    |
| 2005-2006             | Liverpool FC           | Premier League        | 7           | 2           | -                     | -                     | C1                             | 10                             | 0                              | -        | -        | 17    | 2     |
| 2006-2007             | Liverpool FC           | Premier League        | 16          | 0           | 3                     | 0                     | C1                             | 11                             | 0                              | -        | -        | 30    | 0     |
| Sous-total            | Sous-total             | Sous-total            | 23          | 2           | 3                     | 0                     | -                              | 21                             | 0                              | -        | -        | 47    | 2     |
| 2007-2008             | Olympique de Marseille | Ligue 1               | 27          | 2           | 3                     | 0                     | C1+C3                          | 5+3                            | 0                              | -        | -        | 38    | 2     |
| 2008-2009             | Olympique de Marseille | Ligue 1               | 27          | 4           | 2                     | 0                     | C1+C3                          | 4+5                            | 0                              | -        | -        | 38    | 4     |
| Sous-total            | Sous-total             | Sous-total            | 54          | 6           | 5                     | 0                     | -                              | 17                             | 0                              | -        | -        | 76    | 6     |
| 2009-2010             | Sunderland AFC         | Premier League        | 20          | 2           | 1                     | 0                     | -                              | -                              | -                              | -        | -        | 21    | 2     |
| 2010-2011             | Sunderland AFC         | Premier League        | 27          | 2           | 2                     | 0                     | -                              | -                              | -                              | -        | -        | 29    | 2     |
| Sous-total            | Sous-total             | Sous-total            | 47          | 4           | 3                     | 0                     | -                              | -                              | -                              | -        | -        | 50    | 4     |
| Total sur la carrière | Total sur la carrière  | Total sur la carrière | 410         | 59          | 58                    | 4                     | -                              | 80                             | 6                              | 55       | 7        | 603   | 76    |

### Buts internationaux
| Buts en sélection de Boudewijn Zenden | Buts en sélection de Boudewijn Zenden | Buts en sélection de Boudewijn Zenden  | Buts en sélection de Boudewijn Zenden | Buts en sélection de Boudewijn Zenden | Buts en sélection de Boudewijn Zenden | Buts en sélection de Boudewijn Zenden |
| #                                     | Date                                  | Lieu                                   | Adversaire                            | Score                                 | Résultats                             | Compétitions                          |
| ------------------------------------- | ------------------------------------- | -------------------------------------- | ------------------------------------- | ------------------------------------- | ------------------------------------- | ------------------------------------- |
| 1                                     | 11 juillet 1998                       | Parc des Princes, Paris, France        | Croatie                               | 1-1                                   | 1-2                                   | Coupe du monde 1998                   |
| 2                                     | 9 octobre 1999                        | Amsterdam ArenA, Amsterdam, Pays-Bas   | Brésil                                | 2-0                                   | 2-2                                   | Match amical                          |
| 3                                     | 23 février 2000                       | Amsterdam ArenA, Amsterdam, Pays-Bas   | Allemagne                             | 2-1                                   | 2-1                                   | Match amical                          |
| 4                                     | 16 juin 2000                          | Feyenoord Stadion, Rotterdam, Pays-Bas | Danemark                              | 3-0                                   | 3-0                                   | Euro 2000                             |
| 5                                     | 21 juin 2000                          | Amsterdam ArenA, Amsterdam, Pays-Bas   | France                                | 3-2                                   | 3-2                                   | Euro 2000                             |
| 6                                     | 5 septembre 2001                      | Philips Stadion, Eindhoven, Pays-Bas   | Estonie                               | 1-0                                   | 5-0                                   | Qualifications Coupe du monde 2002    |
| 7                                     | 28 avril 2004                         | Philips Stadion, Eindhoven, Pays-Bas   | Grèce                                 | 2-0                                   | 4-0                                   | Match amical                          |

## Palmarès
Bolo Zenden remporte ses premiers trophées dans son pays natal sous les couleurs de son club formateur, le PSV Eindhoven avec qui il remporte la coupe des Pays-Bas en 1996 avant d'être champion des Pays-Bas en 1997. Il est également finaliste malheureux de la coupe des Pays-Bas en 1998 et vice-champion des Pays-Bas à deux reprises en 1996 et en 1998.
Avec le FC Barcelone, il est champion d'Espagne en 1999 et vice-champion en 2000. Il est également deux fois finaliste de la supercoupe d'Espagne en 1998 et en 1999.
Lors de son passage en Angleterre, il remporte de nombreux titres comme la coupe de la ligue en 2004 avec Middlesbrough mais aussi la Supercoupe de l'UEFA en 2005 et le Community Shield 2006 avec le Liverpool FC. Il est également finaliste de la coupe d'Angleterre avec Chelsea en 2002 et finaliste de la Ligue des champions avec le Liverpool FC en 2007.
Avec l'Olympique de Marseille, il est vice-champion de France en 2009.